# Felix Kersten
Eduard Alexander Felix Kersten (Jur'ev, 30 settembre 1898 – Hamm, 16 aprile 1960) è stato un fisioterapista finlandese naturalizzato svedese, di origine baltico-tedesca, nato in Estonia.
Fu il massaggiatore personale di Heinrich Himmler e, utilizzando la sua influenza personale sul gerarca nazista capo delle SS, secondo il Congresso Ebraico Mondiale ha contribuito a salvare dallo sterminio circa 60 000 ebrei, e altre decine di migliaia di prigionieri.

## Biografia
Nacque a Jur'ev,, in tedesco Dorpat, allora in Russia, nella regione baltica della Livonia. La cittadina è oggi chiamata Tartu, e si trova nell'attuale Estonia. Di etnia tedesca, con la Rivoluzione russa durante la grande guerra, si schierò contro l'Armata Rossa e fuggì in Finlandia, unendosi inizialmente all'esercito dell'Impero tedesco, poi a quello locale; ottenne la cittadinanza finlandese militando nell'esercito anti-sovietico (Guardia Bianca) durante la guerra civile finlandese-russa. Con un passato anche da attore cinematografico e studente di agronomia, apprese diverse tecniche oltre che dagli studi a Helsinki anche dall'incontro a Berlino con un guaritore tibetano tradizionale, un lama chiamato Dr. Ko, approdando in Germania, dove rimase con l'avvento del Terzo Reich come cittadino straniero. Kersten univa nelle sue terapie di tipo olistico il massaggio svedese-finlandese "scientifico" a tecniche affini al massaggio cinese simile allo shiatsu, attraverso la manipolazione e l'uso dell'"energia" delle dita del terapeuta, teorie di medicina alternativa di moda in Germania dai tempi di Karl Reichenbach, e tornate in auge col diffondersi dell'esoterismo nel XX secolo.

### Fisioterapista di Himmler e attività umanitaria

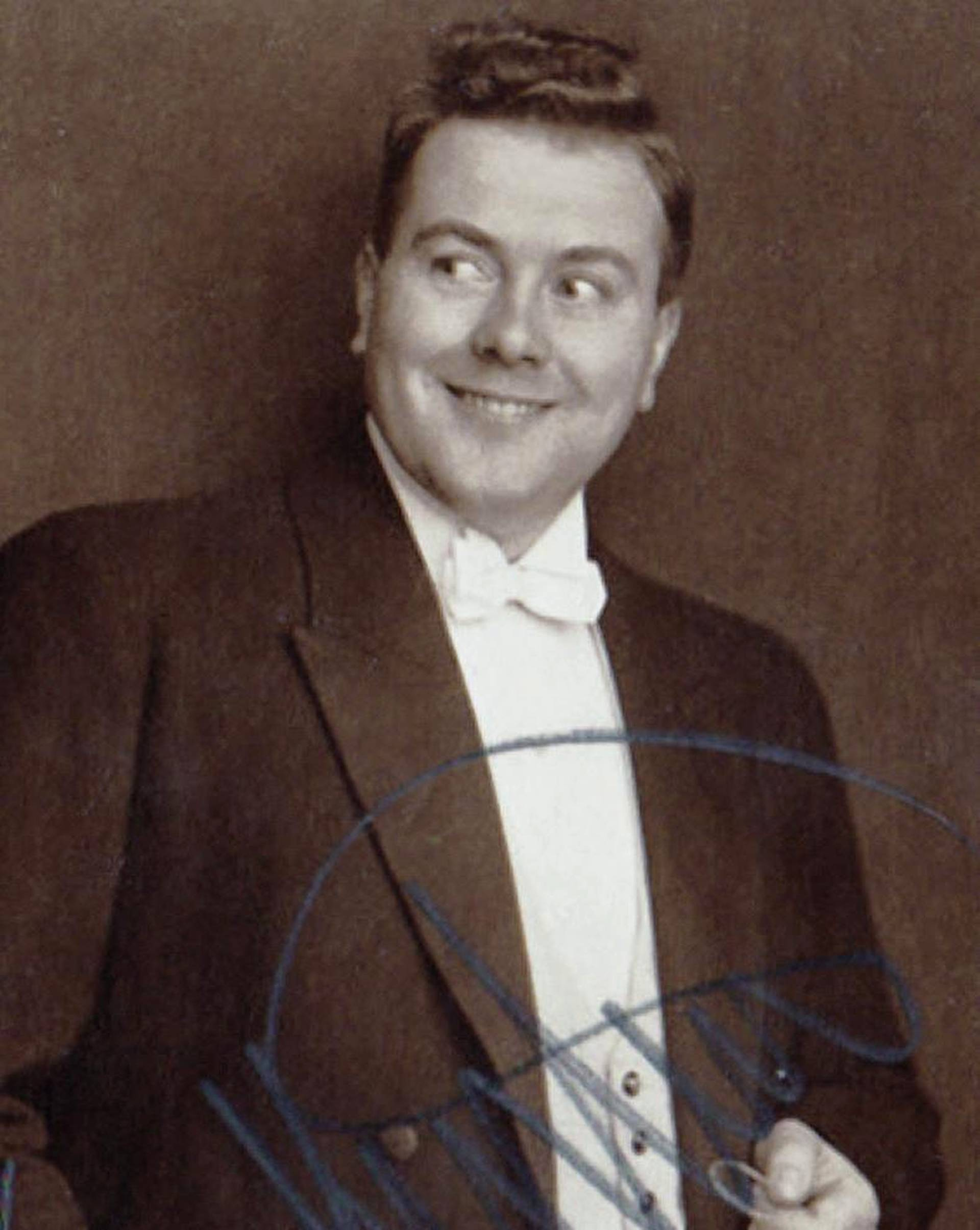
Kersten nel 1920

Fu poi massoterapista della famiglia reale olandese (in particolare del principe consorte Enrico di Meclemburgo-Schwerin, marito dell'antinazista Guglielmina dei Paesi Bassi, il quale soffriva di una grave cardiopatia e reumatismi), di numerosi industriali tedeschi e personalità come Galeazzo Ciano (genero di Mussolini), prima e durante la seconda guerra mondiale fu uno dei medici e il fisioterapista e massaggiatore personale di Heinrich Himmler, che lo aveva contattato per dei dolori cronici allo stomaco, articolari e spasmi intestinali dovuti forse a una sorta di distrofia simpatica riflessa secondo Kersten e il medico Karl Gebhardt. Divenne molto ricco, benché il suo paziente più importante non lo pagasse: Kersten preferì prestare cure gratuite a Himmler per avere su di lui una forte influenza, inoltre nonostante la sua potenza politica lo stipendio personale del gerarca era basso per gli altissimi onorari di Kersten (circa 25 000 marchi), che era una celebrità nell'alta società tedesca. Tuttavia fu in pratica costretto a seguire e curare Himmler dovunque andasse o lo chiamasse (a un certo punto come membro a tutti gli effetti del personale medico delle SS) e la prima volta che fu da lui convocato al quartier generale delle SS Kersten e la moglie dissero di aver avuto paura, temendo per la propria incolumità.
Kersten sfruttò però la sua posizione, la dipendenza di Himmler dalle sue cure e la confidenza che il capo delle SS gli concesse, per aiutare i perseguitati dai nazisti (inizialmente per liberare alcuni amici di industriali importanti), anche se le affermazioni citate da Kersten nella sua autobiografia (circa 80 000 vittime salvate) non sono mai state completamente verificate da altre fonti. Kersten chiedeva a Himmler "favori" in cambio delle cure, nei momenti in cui il gerarca pareva più vulnerabile, promettendogli che alleggerendo anche le sue decisioni avrebbe migliorato la propria salute psicofisica. Salvò così diversi perseguitati politici e sospetti tali, omosessuali e minoranze perseguitate, da arresti, deportazioni o condanne a morte, ma Himmler gli disse che gli ebrei non potevano essere inclusi nelle richieste. Questa sua posizione privilegiata era malvista da molti alti gradi delle SS, come Ernst Kaltenbrunner, ed egli ricevette delle minacce. Pare che inoltre passasse informazioni sui massacri effettuati nei Paesi baltici dai nazisti direttamente a referenti dei governi di Svezia e Finlandia.
Molte donne appartenenti ai Testimoni di Geova (gruppo religioso internato dal regime) furono sottratte al lager di Ravensbrück con un accordo simile a quello stipulato da Oskar Schindler con Amon Göth: Kersten disse che aveva bisogno di manodopera per la propria tenuta e villa di Hartzwalde (Brandeburgo), dove molti prigionieri andarono a lavorare in buone condizioni.
Secondo i biografi, dopo aver saputo da alcuni prigionieri dell'esistenza di camere a gas e del programma di soluzione finale che Himmler stava attuando in segreto, si inventò un'epidemia "che avrebbe colpito la Germania intera" convincendo Himmler a inviare ai campi cibo e medicinali. Nel dicembre 1944 un treno con 2 700 ebrei diretto al campo di concentramento di Auschwitz cambiò improvvisamente rotta e andò in Svizzera per errore, secondo le SS di guardia per uno scambio di binari. In realtà sarebbe stato dovuto a un esplicito ordine di Himmler, che Kersten riuscì a strappargli. In alcuni casi Kersten corruppe personalmente le guardie con somme personali di denaro. Sempre nel dicembre 1944 chiese, su suggerimento di Hiller Storch del Congresso Ebraico Mondiale il rilascio di tutti i prigionieri di nazionalità nordica (olandesi, norvegesi e danesi) non militari detenuti nei vari campi tedeschi e il loro trasferimento in Svezia, affermando che avrebbe giovato allo stremata economia del Reich.

### L'accordo del 1945
Le intercessioni presso il comandante in capo delle SS, che lo soprannominò il suo "Buddha magico" (come riportato nel diario di Ciano, Himmler presentò il dottor Kersten con queste parole), divennero sempre più frequenti e azzardate fino a culminare con la stipulazione il giorno 12 marzo 1945 del Contratto in nome dell'umanità, firmato soprattutto per cercare di migliorare la posizione di Himmler di fronte agli Alleati nel caso di una mediazione postbellica, e in cui per la seconda volta chiese la liberazione o un trattamento umano verso gli ebrei. Fu un "contratto" grazie al quale i campi di concentramento non saranno distrutti (con tutti i loro prigionieri), come invece aveva ordinato Hitler, salvando la vita appunto a migliaia di persone (accordo Himmler-Kersten). Il documento fu firmato in segreto, alla sola presenza di Rudolf Brandt, segretario di Himmler, nel sanatorio di Hohenlychen.
Nell'incontro del 21 aprile, avvenuto proprio nella sua residenza, tra Himmler e il rappresentante del Congresso Ebraico Mondiale Norbert Masur, Kersten e Masur ottennero che fossero immediatamente liberati tutti gli ebrei detenuti nelle località da cui fosse possibile raggiungere i confini con la Svizzera e con la Svezia, oltre alla consegna, senza resistenza, dei campi di concentramento alle truppe alleate e alla liberazione di una lista di detenuti svedesi, francesi e norvegesi, oltre a mille donne ebree recluse a Ravensbrück. Himmler si dimostrò disposto a patteggiare per tentare di salvarsi dagli Alleati, come parte della sua strategia di pace separata in funzione anticomunista e contro Hitler (che non gli riuscirà). Promise che gli ebrei olandesi rinchiusi a Theresienstadt e le mille donne ebree di Ravensbrück sarebbero stati liberati e che tutti i campi di concentramento sarebbero stati abbandonati, indenni, all'avvicinarsi delle truppe alleate. In realtà, Himmler, principale artefice organizzativo dell'Olocausto, sapeva benissimo che, in quegli stessi momenti, erano in corso le marce della morte dai campi di Sachsenhausen, Dachau e Flossenbürg, e lui stesso aveva impartito ordini specifici perché tutti i detenuti fossero eliminati prima dell'arrivo degli Alleati, nonostante a parole avesse detto il 21 aprile di voler "seppellire l'ascia di guerra" con gli ebrei. Kersten partecipò, a suo dire, anche alla prima negoziazione degli autobus bianchi, poi concretizzatasi alcune settimane dopo grazie al conte svedese Folke Bernadotte, con cui molte migliaia di prigionieri norvegesi, polacchi, danesi e francesi furono messi in salvo dopo una contrattazione tra Himmler, il conte, la Croce Rossa e gli Alleati. Il 28 aprile Himmler fu destituito e condannato a morte da Hitler, e si diede alla fuga.

### Il dopoguerra

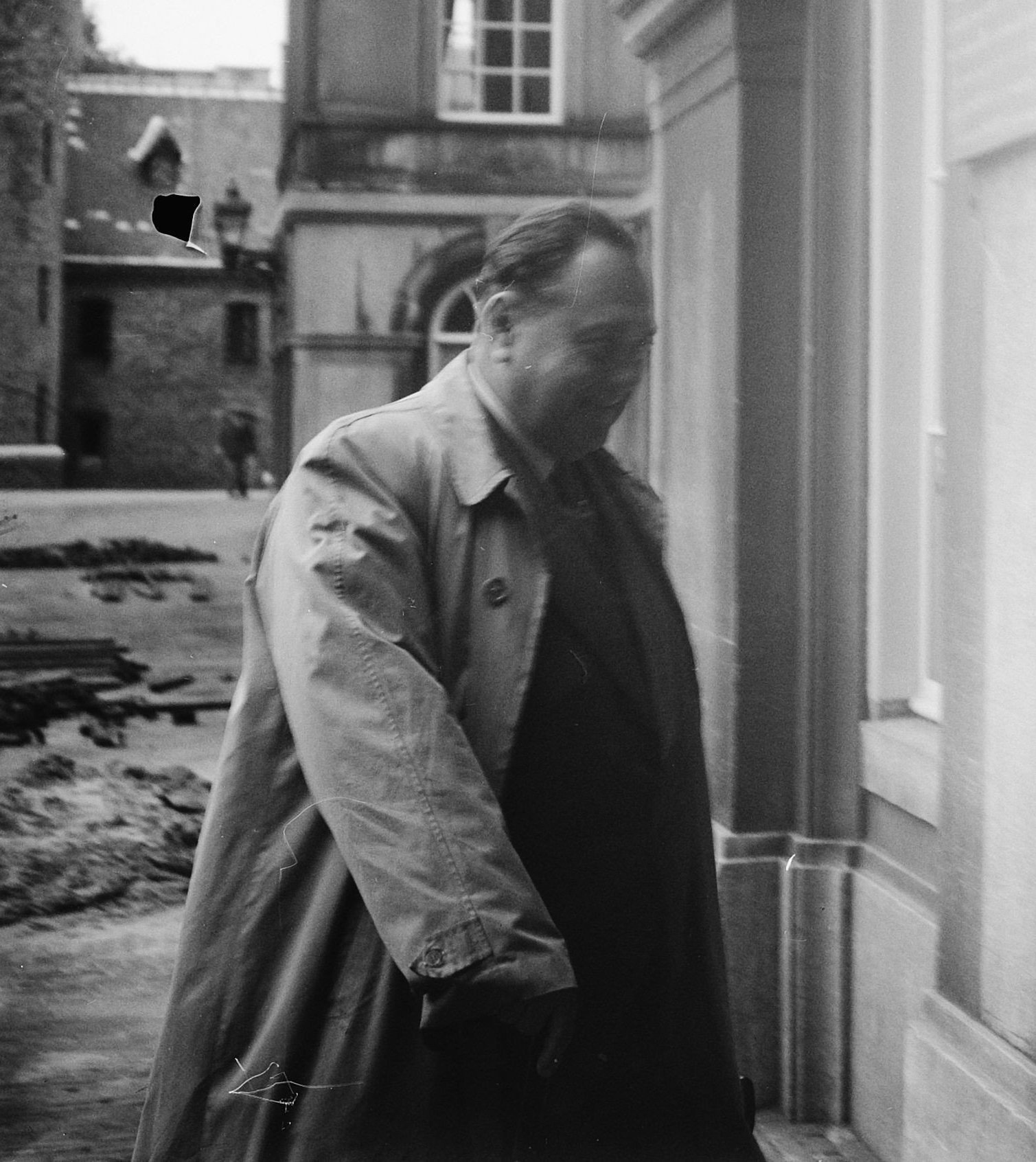
Kersten nel 1948

Al momento della caduta di Berlino e del suicidio di Hitler (30 aprile) e di Himmler (23 maggio 1945), Kersten si trovava ormai in Svezia, avendo lasciato la Germania dopo il 23 aprile. Molti dei suoi rapporti con elementi di spicco nazisti sono discussi, così come diverse falsificazioni di documenti: ad esempio quando cercò di salvare anche diversi criminali di guerra (come alcuni condannati, ad esempio nel processo ai dottori come Rudolf Brandt, segretario personale di Himmler, che lo avrebbe aiutato a redigere liste di persone da salvare, o Walter Schellenberg: Brandt fu impiccato ma Schellenberg ricevette una condanna a soli sei anni) testimoniando in loro favore (in cambio delle loro stesse testimonianze) o nella lettera falsificata in cui cercò di screditare Bernadotte dopo la sua morte (attribuendogli sentimenti antisemiti o descrivendolo come un semplice organizzatore) che lo aveva escluso dai propri resoconti autobiografici (lo stesso re Gustavo V di Svezia, zio di Bernadotte, convocò Felix Kersten in due occasioni e lo esortò a minimizzare il suo ruolo nelle operazioni di salvataggio); o quando ancora raccontò di un presunto piano di deportazione massiccia dell'intera popolazione olandese in Polonia che lui avrebbe sventato, fatto in realtà totalmente inventato da lui stesso. Rimase una figura discussa, per alcuni un eroe sconosciuto per altri un uomo che agì per interesse, per accreditarsi personalmente come antinazista nel dopoguerra. Per questo, per la mancanza di documenti inoppugnabili e la sua vicinanza alla cerchia di Himmler, non ricevette la nomina di Giusto tra le Nazioni. Già nel 1945 il Congresso Ebraico Mondiale gli rese un pubblico ringraziamento. Nei Paesi Bassi fu scagionato subito da ogni accusa di connivenza e gli venne conferita nel 1950 un'alta onorificenza, la Croce dell'Ordine di Orange-Nassau dal principe consorte Bernhard van Lippe-Biesterfeld (in gioventù simpatizzante nazista), marito della nuova regina d'Olanda Giuliana, ricevendo anche poi medaglie della Croce Rossa. Dal 1945 in poi visse stabilmente in Svezia con la famiglia, paese che gli concesse la cittadinanza, dopo un iniziale rifiuto, solo nel 1953.
Morì d'infarto cardiaco durante una visita in Germania Ovest, mentre viaggiava verso Parigi dove avrebbe dovuto ricevere la Legion d'Onore da Charles de Gaulle per il salvataggio di 3 000 ebrei francesi. Fu sepolto nel cimitero della chiesa di Länna, Svezia, suo luogo di residenza.
Kersten fu anche candidato quattro volte al Premio Nobel per la pace. La sua storia venne divulgata ampiamente grazie al libro di Joseph Kessel intitolato Le mani del miracolo, pubblicato lo stesso anno della morte (1960) in Francia per l'editore Gallimard. La sua reputazione per alcuni controversa fu ripristinata dal saggio storico La lista di Kersten di François Kersaudy (2024), che ha ritrovato documenti e appunti tra cui diverse liste di persone da salvare compilate da Kersten.

## Giudizi
Lo storico Loe de Jong, portato a esaminare le testimonianze di Kesten con occhio critico, ha riassunto così alcuni tratti del personaggio:
Quando Elie Wiesel intervistò Kersten nel 1959 gli chiese perché non abbia mai tentato di assassinare Himmler, avendolo sempre sotto le mani, e se fosse stato per paura, il fisioterapista rispose di no, ma che sapeva come manipolarlo, e questo risultò più utile.

## Scritti
- Die manuelle Therapie, 1929
- The Kersten Memoirs 1940-1945, 1957
- Die Heilkraft Der Hand: Grundlagen und Vorbedingungen einer Funktionellen Therapie de somatischen Tiefe, 1958, Karl F. Haug Verlag, Ulm
- Le Dernier des Justes con Arno Kersten e Emmanuel Amara, Éditions Patrick Robin, 2006, 248 p.

## Cultura di massa

### Letteratura
- Fernando Coratelli, Sul corpo del diavolo, romanzo storico, OvePossibile, 2024

### Teatro
- Ben Brown, The end of the night, 2022

### Cinema
Il regista e sceneggiatore israeliano Oren Moverman acquisì nel 2021 i diritti della biografia scritta da Kessel Le mani del miracolo con l'intenzione di girare un film dal titolo The Man with the Miraculous Hands, in cui il ruolo di Kersten dovrebbe essere ricoperto da Woody Harrelson.